# Encarnação (Mafra)
Encarnação é uma povoação portuguesa sede da Freguesia de Encarnação do Município de Mafra, freguesia com 28,54 km² de área e 4918 habitantes (censo de 2021), tendo, por isso, uma densidade populacional de 172,3 hab./km².

## Demografia
A população registada nos censos foi:
| Distribuição da População por Grupos Etários | Distribuição da População por Grupos Etários | Distribuição da População por Grupos Etários | Distribuição da População por Grupos Etários | Distribuição da População por Grupos Etários |
| -------------------------------------------- | -------------------------------------------- | -------------------------------------------- | -------------------------------------------- | -------------------------------------------- |
| Ano                                          | 0-14 Anos                                    | 15-24 Anos                                   | 25-64 Anos                                   | > 65 Anos                                    |
| 2001                                         | 591                                          | 577                                          | 2068                                         | 657                                          |
| 2011                                         | 816                                          | 502                                          | 2555                                         | 925                                          |
| 2021                                         | 710                                          | 578                                          | 2556                                         | 1074                                         |

## Geografia
Localiza-se no extremo norte do município, tendo por limítrofes: a sul, as freguesias de Santo Isidoro e Azueira e Sobral da Abelheira (pertencentes ao mesmo município); a norte, a freguesia de São Pedro da Cadeira; e a leste, as de São Mamede da Ventosa e Freiria, todas pertencentes ao vizinho Município de Torres Vedras. Constitui, por isso, o território mais setentrional, não apenas do respetivo município, como também da sub-região da Grande Lisboa e da Região de Lisboa.
Limita a oeste com o Oceano Atlântico, possuindo uma ampla faixa costeira que se perfila, sobretudo escarpada e rochosa, desde o limite setentrional, no "Corre Água" (onde a Ribeira de Barcide desagua no mar, precipitando-se sob a forma de uma pequena cascata - daí o nome do sítio), localmente designado "Porto Barril", até ao extremo sul, em São Lourenço, onde o Rio Safarujo atinge o oceano, formando uma pequena baía cuja praia é uma das mais frequentadas, no verão, pelos banhistas desta região e uma das mais afamadas para a prática do surf. Este litoral tem, assim, como "pedras de toque" esta última praia e a do Porto da Calada, também muito frequentada durante a época balnear, para além de outras pequenas enseadas, de difícil acesso e quase só conhecidas das gentes da região, como a "Praia das Escadinhas", por exemplo (onde as arribas descem de uma altitude de cerca de 90 metros, no marco geodésico de Barcide, precipitando-se abruptamente para o mar).
Mais para o interior, o território estende-se por vales férteis e amplos, como o do Rio Safarujo, e colinas ondulantes, culminando na Seixosa, a 156 metros de altitude (junto à qual se encontra o cemitério do Alto da Mina, que serve a freguesia). Este território é constituído, sobretudo, por terras agrícolas (entre cujas produções se encontra alguma vinha e a afamada pêra rocha do oeste), com diversas pequenas explorações, onde se pratica uma agricultura complementar de subsistência, mas também algumas explorações de média dimensão, onde se utilizam métodos e técnicas mais modernos, sofisticados e com melhores resultados de produção.
As indústrias mais expressivas desta freguesia são quase todas alimentares: as de panificação e confeitarias, as de batatas fritas embaladas, a da desfia do bacalhau, os produtos aviários, etc. No ramo dos serviços, existe uma unidade de dimensão considerável que proporciona cuidados de saúde (no setor privado), a vários níveis.

## Localidades
Além da sede, a Freguesia de Encarnação engloba as seguintes localidades:
- Alto da Mina
- Azenhas dos Tanoeiros
- Barril
- Calada
- Calaias
- Cambaia
- Casal da Breguia (ou Breguia)
- Casal da Cachouça
- Casal da Charruada
- Casal da Cruz
- Casal da Escola
- Casal da Estrada
- Casal da Fanga da Fé
- Casal da Niqueira
- Casal da Serra
- Casal das Arroteias
- Casal das Forcadas
- Casal das Lombas
- Casal da Tojeira
- Casal da Torre
- Casal de Palhais
- Casal do Paixão
- Casal do Rodo
- Casal das Marreiras
- Casal das Matas
- Casal Novo
- Casal do Outeiro
- Casal do Parol
- Casal Santa Maria
- Casais da Areia
- Casais das Azenhas
- Casal da Rabujeira
- Casal do Rôdo
- Casais do Romeirão
- Casais de São Lourenço
- Charneca
- Fanga da Fé
- Galiza
- Joinal
- Quintas
- São Domingos
- São Lourenço
- Talefe
- Valongo

## Património
- Capela de São Domingos da Fanga da Fé (antiga igreja paroquial);
- Capela de São Lourenço;
- Igreja das Azenhas dos Tanoeiros;
- Igreja de Nossa Senhora da Encarnação (Encarnação) ou Antiga Lobagueira dos Lobatos;
- Igreja do Barril.

## Praias
- Praia da Calada
- Praia de São Lourenço
- Praia de Porto Barril
- Praia das Escadinhas